# Stéphane Jousselin
Pour les articles homonymes, voir Jousselin.
Stéphane-André Jousselin, né à Neuilly-sur-Seine le 11 juin 1865 et mort à Paris le 30 décembre 1928, est un homme politique français du début du XXe siècle.

## Biographie
Stéphane-André est le fils d'Henry-Louis-Alexandre Jousselin (1823-1882), alors substitut du procureur près la cour impériale de Paris, et de Jeanne Vivien (v. 1841-1937), fille de Rémy-Arsène Vivien (1804-1882), juge au tribunal civil de la Seine. Il est l'oncle de l'ingénieur et député Armand Jousselin.
Stéphane étudie le droit, dont il est diplômé d'une licence. En 1890, alors qu'il poursuit ses études à l’École des sciences politiques, il est chargé par le ministère de l'Instruction publique d'une mission ethnographique aux États-Unis d'Amérique. Ce voyage lui inspire une étude de mœurs intitulée Yankees fin-de-siècle (Paris, Ollendorff, 1892), qui connaît un réel succès de librairie. Outre la littérature, Jousselin pratique la sculpture et, membre de la Société des artistes français, il expose l'une de ses œuvres au Salon à la fin du XIXe siècle. Par la suite, il mène une vie de rentier tout en étant membre de plusieurs conseils d’administration de sociétés industrielles ou commerciales.
Jousselin se présente comme « républicain nationaliste et antidreyfusard » aux élections municipales de mai 1900. Candidat dans le quartier des Ternes, il est élu dès le premier tour par 3 522 voix contre 2 061 au conseiller radical sortant Paul Viguier. Constamment réélu dès le premier tour, il siège par la suite avec l'étiquette de « libéral » mais les socialistes le qualifient de « bonapartiste honteux ». Rapporteur de la commission chargée du Bois de Boulogne, il est le vice-président de l'assemblée municipale pendant la session 1912-1913.
Lors des législatives de 1902, il se porte candidat à la députation contre le radical progressiste Raoul Bompard dans son arrondissement. Son collègue Paul Pugliesi-Conti se présente également, mais les deux conseillers municipaux nationalistes ont conclu un accord de désistement réciproque. Arrivé en seconde position au premier tour (avec 4 314 voix) devant Bompard (3 923), Jousselin se retire ainsi au profit de Pugliesi-Conti (5 045), qui est élu au second tour.
Membre du Grand Occident de France de Jules Guérin puis du Comité national antijuif, pour lequel il prononce des conférences en 1902, Jousselin fait ensuite partie du comité exécutif de la Fédération nationale antijuive, une ligue présidée par le polémiste antisémite Édouard Drumont.
Pendant la Première Guerre mondiale, Jousselin perd son fils Henry, brigadier aux spahis, tué dans sa 22e année le 3 août 1915.
Le 30 décembre 1928, Stéphane Jousselin meurt des suites d'une longue maladie en son domicile du no 64 de l'avenue de la Grande-Armée.